# Naismith Defensive Player of the Year
Il premio Naismith Defensive Player of the Year è il premio conferito dall'Atlanta Tipoff Club al miglior difensore (maschile e femminile) del campionato di pallacanestro NCAA. Il premio, intitolato alla memoria di James Naismith, è stato istituito nel 2018.

## Albo d'oro

### Maschile
- 2018 - Jevon Carter,  WV Mountaineers
- 2019 -  Matisse Thybulle,  Washington Huskies
- 2020 - Marcus Garrett,  Kansas Jayhawks
- 2021 - Davion Mitchell,  Baylor Bears
- 2022 - Walker Kessler,  Auburn Tigers[1]
- 2023 - Jaylen Clark,  UCLA Bruins[2]
- 2024 - Jamal Shead,  Houston Cougars[3]
- 2025 - Ryan Kalkbrenner,  Creighton Bluejays[4]

### Femminile
- 2018 - Teaira McCowan,  MSU Bulldogs
- 2019 -  Kristine Anigwe,  Calif. G. Bears
- 2020 - DiDi Richards,  Baylor Lady Bears
- 2021 - Natasha Mack,  OSU Cowgirls
- 2022 - Aliyah Boston,  S.C. Gamecocks
- 2023 - Aliyah Boston (2),  S.C. Gamecocks
- 2024 - Cameron Brink,  Stanford Cardinal
- 2025 - Lauren Betts,  UCLA Bruins